# Masaka, Rwanda
 (juin 2025).
La mise en forme du texte ne suit pas les recommandations de Wikipédia : il faut le « wikifier ».
Les points d'amélioration suivants sont les cas les plus fréquents. Le détail des points à revoir est peut-être précisé sur la page de discussion.
- Les titres sont pré-formatés par le logiciel. Ils ne sont ni en capitales, ni en gras.
- Le texte ne doit pas être écrit en capitales (les noms de famille non plus), ni en gras, ni en italique, ni en « petit »…
- Le gras n'est utilisé que pour surligner le titre de l'article dans l'introduction, une seule fois.
- L'italique est rarement utilisé : mots en langue étrangère, titres d'œuvres, noms de bateaux, etc.
- Les citations ne sont pas en italique mais en corps de texte normal. Elles sont entourées par des guillemets français : « et ».
- Les listes à puces sont à éviter, des paragraphes rédigés étant largement préférés. Les tableaux sont à réserver à la présentation de données structurées (résultats, etc.).
- Les appels de note de bas de page (petits chiffres en exposant, introduits par l'outil «  Source ») sont à placer entre la fin de phrase et le point final[comme ça].
- Les liens internes (vers d'autres articles de Wikipédia) sont à choisir avec parcimonie. Créez des liens vers des articles approfondissant le sujet. Les termes génériques sans rapport avec le sujet sont à éviter, ainsi que les répétitions de liens vers un même terme.
- Les liens externes sont à placer uniquement dans une section « Liens externes », à la fin de l'article. Ces liens sont à choisir avec parcimonie suivant les règles définies. Si un lien sert de source à l'article, son insertion dans le texte est à faire par les notes de bas de page.
- La présentation des références doit suivre les conventions bibliographiques. Il est recommandé d'utiliser les modèles {{Ouvrage}}, {{Chapitre}}, {{Article}}, {{Lien web}} et/ou {{Bibliographie}}. Le mode d'édition visuel peut mettre en forme automatiquement les références.
- Insérer une infobox (cadre d'informations à droite) n'est pas obligatoire pour parachever la mise en page.

Pour une aide détaillée, merci de consulter Aide:Wikification.
Si vous pensez que ces points ont été résolus, vous pouvez retirer ce bandeau et améliorer la mise en forme d'un autre article.
 (juin 2025).
Le contenu est difficilement compréhensible vu les erreurs de traduction, qui sont peut-être dues à l'utilisation d'un logiciel de traduction automatique.
Masaka est un quartier densément peuplé de la ville de  Kigali, la capitale et la plus grande ville du Rwanda

## Emplacement
Masaka est situé dans  le district de Gasabo, province de Kigali, à environ 17 kilomètres, par la route, au sud-est du quartier central des affaires de la ville de Kigali. Masaka se trouve également à environ 9 kilomètres, par la route, au sud-ouest de Kabuga, à la limite est de la ville de Kigali, le long de la route KK3 (RN3). Les coordonnées de Masaka sont : 01°59'44.0"S, 30°11'30.0"E (Latitude : -1.995556 ; Longitude : 30.191667).

## Aperçu
Masaka est une zone faiblement peuplée, avec une population estimée à environ 4 558 habitants en janvier 2018. [1] À cette date,  le gouvernement du Rwanda  a choisi ce quartier pour accueillir le terminal de fret situé à l’extrémité ouest de la ligne de chemin de fer à voie standard Isaka-Kigali. [2] Le gouvernement du Rwanda  est en train d’y développer un centre de fret.